# Jean-Louis Deniot
Jean-Louis Deniot est un décorateur et architecte d'intérieur français, né le 27 août 1974 à Paris.

## Formation et activité
Jean-Louis Deniot a créé sa société en 2000 et est considéré aujourd’hui comme la nouvelle génération et l’avenir de la ‘Haute Décoration’.
En vedette dans le ELLE Decor et dans la liste AD des 100 des architectes, designers d’intérieur les plus marquants, Jean-Louis Deniot maîtrise depuis longtemps l’art de créer des atmosphères. Ses décors sont son terrain de jeu, des espaces où la magie et la spontanéité sont de rigueur. Mondialement reconnu pour son éclectisme et ses intérieurs emblématiques, Jean-Louis Deniot joue avec une multitude de répertoires, laissant exprimer son talent avec un vocabulaire à la fois informel et chargé.
Le minimalisme n’est pas pour Jean-Louis Deniot. L’excès, non plus ! L’équilibre et l’osmose qu’il crée compensent la facette, parfois rigide, de l’architecture avec une vision intime et personnelle du raffinement, de confort et d’ouverture, rendant ses créations désirées dans le monde entier. Pour lui, le style s’assimile au style de vie et doit promouvoir l’harmonie et le bien-être. Ses décors sont un enchaînement et un mélange de matériaux et de textures, avec des palettes de couleurs subtiles, des tons neutres, et un éclairage impeccable.
À la croisée des chemins entre la terminologie classique et l'esthétique contemporaine, les intérieurs de Jean-Louis Deniot sont sereins, élégants et dramatiques, inondés de clins d'œil à d'autres périodes du temps.

## Projets
Ses réalisations et projets concernent majoritairement des propriétés privées et des espaces commerciaux pour une clientèle située aux quatre coins du monde : Paris, Corse, Londres, Milan, Capri, Istanbul, Dubaï, Moscou, New Delhi, New York, Aspen, Miami, Chicago, Bangkok, Hong Kong, etc.
Depuis 2009, son bureau d’architecture et de design fait partie des plus importants de ce métier selon la presse internationale spécialisée, Architectural Digest (USA), AD France, AD Espagne, AD Russie, AD Allemagne, House and Garden (GB et Australie), Elle Décoration en France, aux États-Unis et en Russie, ainsi que plusieurs magazines des Émirats arabes unis, et de l’Asie (Chine, Japon), suit assidûment son travail en publiant et republiant ses nombreuses réalisations.
Ses conceptions architecturales ‘coutures’ et sophistiquées sont fondées sur des décors français classiques, revisitées selon les besoins et les envies de nos jours, tout en restant intemporelles.
En mettant la barre toujours plus haute pour les résultats qu’il souhaite obtenir pour ses réalisations, Jean-Louis Deniot est vite arrivé au sommet et est à présent l’un des designers internationaux les plus recherchés.